# Твердохлебовское сельское поселение
Твердохлебовское сельское поселение — муниципальное образование Богучарского района Воронежской области России.
Административный центр — село Твердохлебовка.

## Население
| 2000  | 2005  | 2010  | 2012  | 2013  | 2014  | 2015  | 2016  | 2017  |
| ----- | ----- | ----- | ----- | ----- | ----- | ----- | ----- | ----- |
| 1390  | ↘1216 | ↘1137 | ↘1104 | ↘1079 | ↘1058 | ↘1010 | ↗1014 | ↘1011 |
| 2018  | 2019  | 2020  | 2021  |       |       |       |       |       |
| ↘1002 | ↘985  | ↘964  | ↘940  |       |       |       |       |       |

## Населённые пункты
Границы и состав сельского поселения определены законом Воронежской области от 15 октября 2004 года № 63-ОЗ «Об установлении границ, наделении соответствующим статусом, определении административных центров отдельных муниципальных образований Воронежской области». 
В состав поселения входят:
- хутор Белый Колодезь,
- посёлок Вишневый,
- село Дубовиково,
- село Твердохлебовка.